# Dhû l-Rumma
Dhû l-Rumma, "Celui à la cordelette" (en arabe : ذو الرمة), est le surnom d'un poète arabe de l'époque omeyyade, né probablement vers 696 et mort en 735. Son vrai nom est Ghaylân Ibn ʿUqba. Mort relativement jeune, les traits saillants de sa vie sont ses querelles poétiques, notamment avec ses contemporains Ru'ba et Jarir, et ses amours avec Mayya et Kharkâ.